# Deilanthe
Deilanthe is een geslacht uit de ijskruidfamilie (Aizoaceae). De soorten uit het geslacht komen voor in de Kaapprovincie in Zuid-Afrika.

## Soorten
- Deilanthe hilmarii (L.Bolus) H.E.K.Hartmann
- Deilanthe peersii (L.Bolus) N.E.Br.
- Deilanthe thudichumii (L.Bolus) S.A.Hammer

... · 
Antimima · 
Argyroderma · 
Carpobrotus · 
Disphyma · 
Dorotheanthus · 
Gibbaeum · 
Lapidaria · 
Lithops · 
Mesembryanthemum · 
Sceletium · 
Tetragonia · 
...